# Hedda Ekman
Hedvig "Hedda" Sofia Ekman, född Richert den 3 juli 1860 i Göteborg, död den 22 januari 1929, var en svensk fotograf och författare. Hon skrev en släktkrönika som gavs ut i fyra delar mellan 1881 och 1979. Hon fotograferade även familje- och skärgårdslivet i Göteborg, fotografier som finns bevarade i Kvinnohistoriskt arkiv.  

## Biografi
Ekman föddes 1860 som dotter till översten Josef Gabriel Richert och Magdalena "Malin" Richert, född Netzel. 1881 gifte hon sig med Johan Ekman, riksdagsman i Göteborg samt son till kommendörkapten Emil Ekman och hans fru Sophie Kurck. De fick totalt sex barn: dottern Hedvig som föddes 1882, därefter Carl, Tuttu (Sigrid), Albert och Agnes, samt sist Birgit (Bibi). Carl Ekman var konsul. Agnes Ekman gifte sig senare med Johannes Hellner, riksdagsman och utrikesminister, och Birgit Ekman gifte sig med generalmajoren Folke Ramström. Familjen Ekman bodde först i lägenheter i Vasastaden, innan de byggde en villa vid Nya Allén nr. 5.
Samma år som hon gifte sig med Johan Ekman, 1881, inledde hon den släktkrönika, Familjen Johan Ekmans krönika, som kom att omfatta fyra delar 1881–1914, 1914, 1918–1923 och en sista del som gavs ut av dottern Birgit 1979.
Ekman var även en framstående fotograf. Hennes fotografier skildrar familjelivet i den svenska överklassen under 1900-talets början, och uppväxten i Göteborgs liberala kretsar. Hennes fotografier finns bevarade i Kvinnohistoriskt arkiv i Göteborg. Motiven för hennes fotografier är familjeliv och porträtt, folkliv och natur, fiskare och fiskförsäljning. 1894 började hon fotografera med stativ och glasplåtar i Göteborgs skärgård där hon och hennes familj hade sommarvilla på Styrsö sedan 1891. Hon har också fotograferat i London och på den engelska landsbygden.
Hedda Ekman är begravd på Östra kyrkogården i Göteborg.

## Galleri (urval)

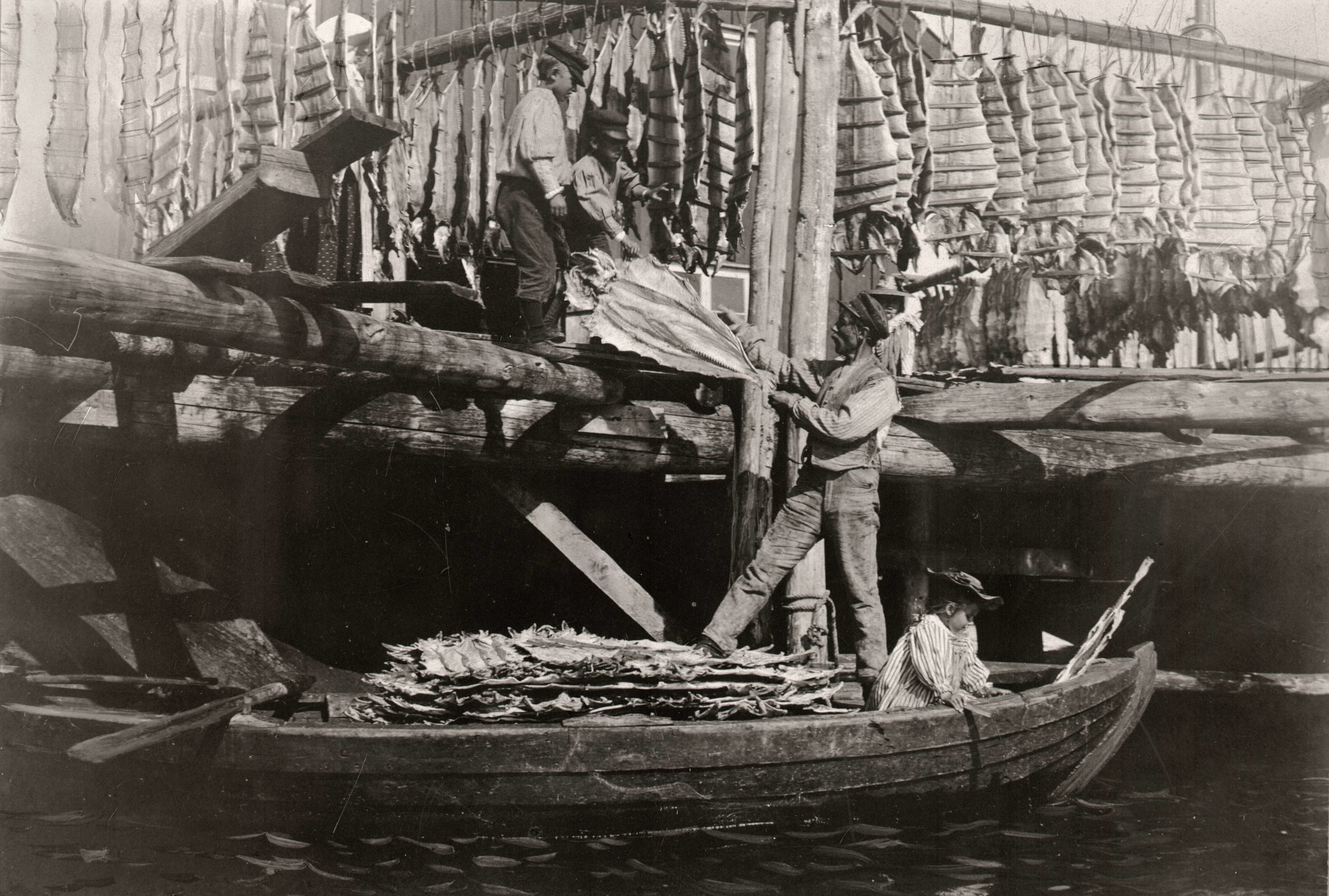
Långorna sköljas i Mollösunds fiskeläge. Fotografi av Hedda Ekman, från Nordiska museet.
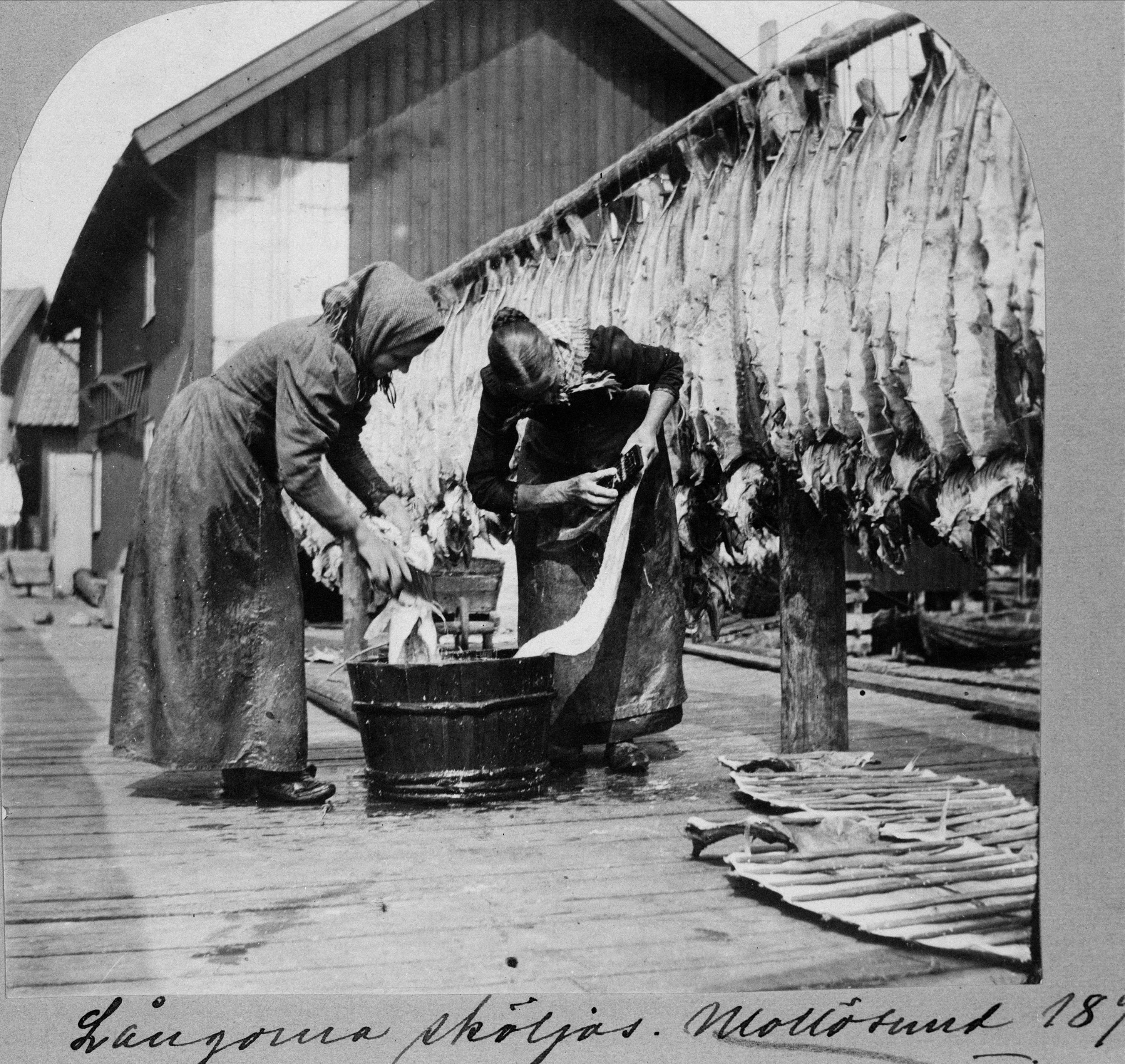
Två kvinnor sköljer långor i träkar. Hedda Ekman, från Nordiska museet.
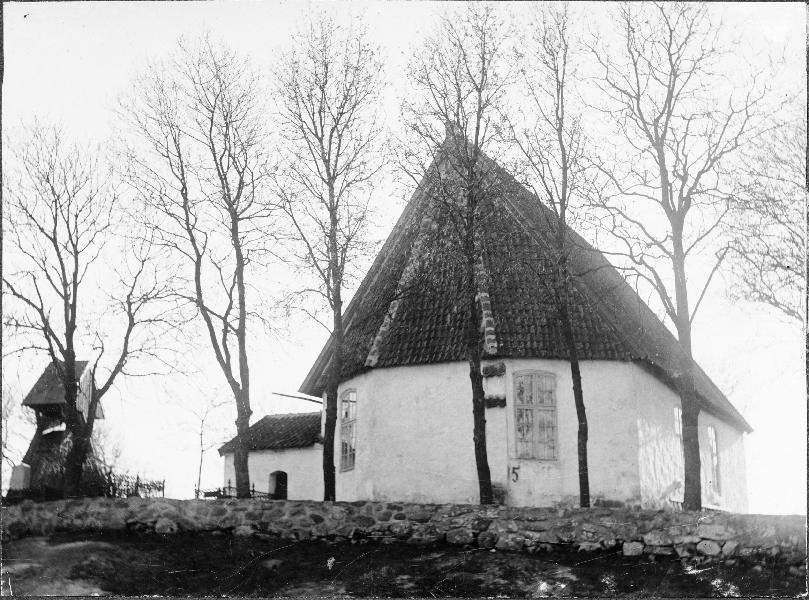
Lundby gamla kyrka. Fotografi av Hedda Ekman.
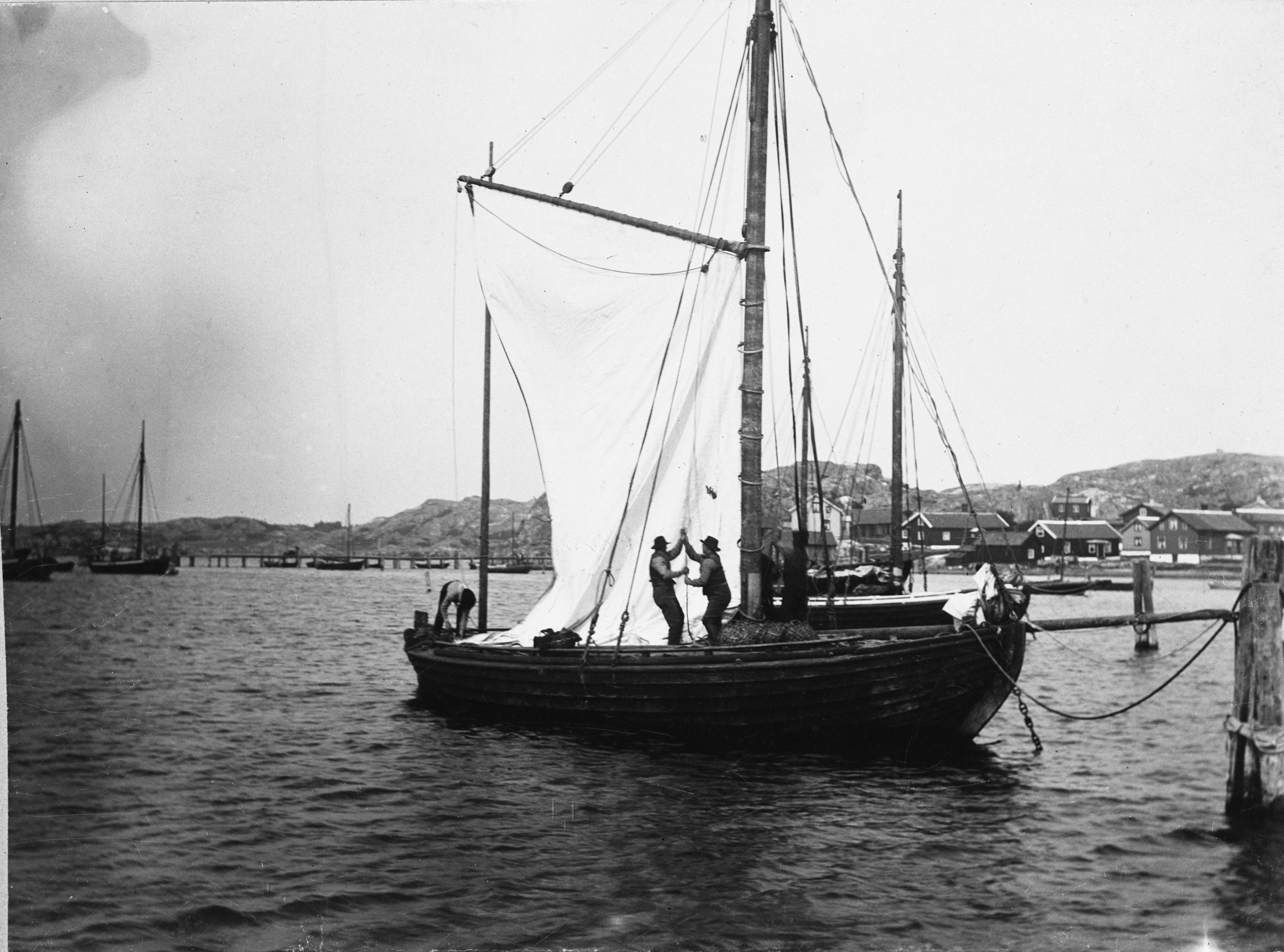
Båtar i Göteborgs skärgård, av Hedda Ekman. Fotografi från Nordiska museet.
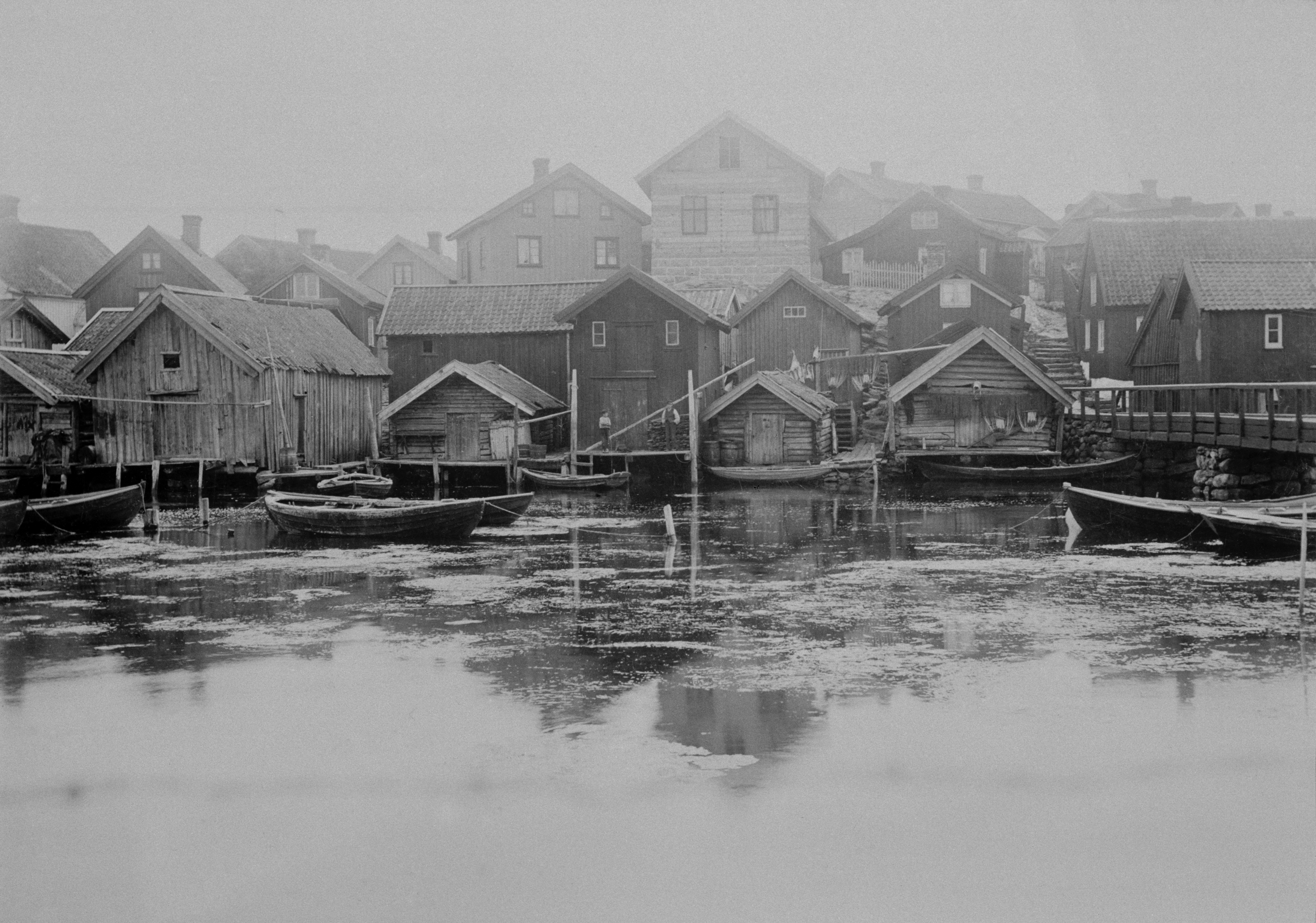
Vy över Norra hamnen på Gullholmens fiskeläge, av Hedda Ekman, från Nordiska museet.